# Maria Janion
Maria Teresa Janion (ur. 24 grudnia 1926 w Mońkach, zm. 23 sierpnia 2020 w Warszawie) – polska historyczka literatury, idei i wyobraźni oraz krytyczka literacka specjalizująca się w historii polskiego i europejskiego romantyzmu, profesor nauk humanistycznych, członkini Polskiej Akademii Nauk i Polskiej Akademii Umiejętności, doktor honoris causa Uniwersytetu Gdańskiego.
Badaczka polskiej kultury XIX i XX wieku. Autorka ponad dwudziestu książek o zasadniczym znaczeniu dla refleksji o polskiej tożsamości, a także kilkuset studiów, artykułów, szkiców i recenzji.  Krytyczka polskich mitów narodowych, polskiego kultu wojny, żołnierza, bohaterstwa, militarnych zrywów, martyrologii. Feministka, filozofka, krytyczka rasizmu, antysemityzmu, homofobii i mizoginii.
Zawodowo związana m.in. z Instytutem Badań Literackich PAN, Uniwersytetem Gdańskim i Uniwersytetem Warszawskim. Nauczycielka akademicka. Promotorka w dwudziestu przewodach doktorskich.
W latach 1968–1978 redaktorka naczelna komitetu redakcyjnego serii Historia i Teoria Literatury. Studia Instytutu Badań Literackich. Edytorka wydań poezji polskiej oraz dramatu Nie-Boska komedia dla Biblioteki Narodowej, redaktorka serii wydawniczych, m.in. Transgresje i Obraz Literatury Polskiej. Od 1978 redaktorka wielotomowej Biblioteki romantycznej.
W czasie II wojny światowej działaczka podziemnego Związku Harcerstwa Polskiego. Od lat 70. działaczka opozycji demokratycznej w PRL. Współzałożycielka niezależnego Towarzystwa Kursów Naukowych. W okresie sierpnia 1980 sygnatariuszka listu 64 intelektualistek i intelektualistów popierającego strajki, apelującego o działania „bez rozlewu krwi”. W 1981 prelegentka na Kongresie Kultury Polskiej, którego obrady przerwało wprowadzenie stanu wojennego. W 1982 w ramach represji politycznych zwolniona z Uniwersytetu Gdańskiego (przywrócona w 1983).
W latach 2000–2004 przewodnicząca jury Nagrody Literackiej Nike. W 2007 finalistka tej nagrody za książkę Niesamowita Słowiańszczyzna: fantazmaty literatury.

## Życiorys

### Dzieciństwo i działalność w latach 40.
Pochodziła z rodziny urzędniczej. Była córką Cypriana Janiona i Ludwiki z Kudryków. Do 1945 mieszkała w Wilnie, gdzie ukończyła szkołę powszechną i spędziła II wojnę światową. Podczas okupacji radzieckiej uczyła się w szkole średniej, a kiedy do miasta wkroczyli Niemcy, zaczęła uczęszczać na tajne komplety gimnazjalne. Należała do podziemnego Związku Harcerstwa Polskiego. Po wojnie w ramach tzw. akcji repatriacyjnej jej rodzina osiedliła się w Bydgoszczy.
W 1945 zdała eksternistycznie maturę w Toruniu. Jesienią rozpoczęła studia polonistyczne na Uniwersytecie Łódzkim. Od 1946 uczęszczała na prowadzone przez Stefana Żółkiewskiego studium krytycznoliterackie tygodnika „Kuźnica”, a w 1947 zaczęła w tym czasopiśmie publikować artykuły i recenzje. W tym samym roku zapisała się do Akademickiego Związku Walki Młodych „Życie”, a w 1948 została członkinią zespołu redakcyjnego tygodnika „Wieś”. W tym samym roku opublikowała w 2. numerze „Twórczości” pierwszą większą rozprawę naukową, napisaną wspólnie z Tadeuszem Drewnowskim i zatytułowaną Zagadnienie fikcji literackiej ze stanowiska socjologicznej teorii literatury. W 1948 została zatrudniona w Instytucie Badań Literackich Polskiej Akademii Nauk na stanowisku asystentki i pracowała w nim aż do przejścia na emeryturę (1996). W 1949 wstąpiła do Polskiej Zjednoczonej Partii Robotniczej (PZPR), z której została wykluczona w 1979. Również w 1949 przeniosła się do Warszawy, w której zamieszkała na stałe.

### Lata 50. i 60.
W 1951 uzyskała magisterium na Uniwersytecie Warszawskim, w roku akademickim 1951/1952 pracowała tam jako asystentka. Stanowisko zastępczyni profesora objęła w 1954, a w 1955, w IBL – uzyskała stopień kandydata nauk filologicznych na podstawie pracy Lucjan Siemieński, poeta romantyczny, której promotorem był Stefan Żółkiewski. W 1957 pełniła funkcje sekretarza naukowego w IBL, w 1957 objęła stanowisko docenta, od tego czasu uczestnicząc w pracach rady naukowej instytutu. W 1957 zaczęła pracować w Wyższej Szkole Pedagogicznej w Gdańsku. W 1963 otrzymała tytuł profesora nauk humanistycznych, została wówczas profesorem nadzwyczajnym. W 1964 objęła stanowisko kierowniczki Pracowni Dziejów Form Artystycznych w Literaturze Polskiej, a w 1968 kierowniczki Zakładu Historii Literatury XIX wieku. Od 1966 uczestniczyła w pracach Komitetu Nauk o Literaturze PAN (później Komitetu Nauk o Literaturze Polskiej PAN). Na fali represji marcowych w roku akademickim 1968/1969 została zwolniona z pracy w WSP – władze były szczególnie zaniepokojone jej rosnącym wpływem na młodzież akademicką. Jej wykłady, akcentujące rewolucyjny, wolnościowy aspekt romantyzmu, nieulegające oficjalnej wykładni i kwestionujące tradycyjne odczytania literackiego kanonu zachęcały studentów do niepokornego, oryginalnego i odważnego myślenia o polskiej literaturze i kulturze. Po utworzeniu Uniwersytetu Gdańskiego podjęła pracę w tamtejszym Instytucie Filologii Polskiej. W 1973 została profesorem zwyczajnym.

### Lata 70. i 80.
W 1974 zaczęła prowadzić seminaria na Studium Doktoranckim IBL. W 1979 została członkinią Związku Literatów Polskich, rozwiązanego w 1983.
W latach 70. zaangażowała się w działalność opozycyjną – należała m.in. do założycieli niezależnego Towarzystwa Kursów Naukowych. Zaczęła krytyczniej podchodzić do narzucanych odgórnie interpretacji i wartościowania polskiej literatury dawnej i współczesnej oraz do polskiego kultu wojny, żołnierza, bohaterstwa, militarnych zrywów, martyrologii. W 1976 opublikowała studium Wojna i forma, poświęcone właśnie wydanemu Pamiętnikowi z powstania warszawskiego Mirona Białoszewskiego, interpretując go jako tekst pokazujący wojnę i powstanie z cywilnej, odmitologizowanej, nieheroicznej perspektywy, co spotkało się z silną krytyką. Oskarżano ją o to, że podobnie jak sam pisarz, szarga narodowe świętości. Jej niezależne sądy, wzrastający autorytet wśród studentów i pracowników naukowych oraz związek z opozycją polityczną sprawił, że stała się persona non grata dla ówczesnych władz. W okresie sierpnia 1980 podpisała list 64 intelektualistów popierający strajki, apelujący wszakże o działania „bez rozlewu krwi”. W 1981 wystąpiła na Kongresie Kultury Polskiej, którego obrady przerwało wprowadzenie stanu wojennego. Apelowała, by ten wielki narodowy zryw, na razie kierujący się głównie emocjami, przekuć w wielką pracę intelektualną.
W latach 80. kontynuowała pracę naukową i dydaktyczną w Gdańsku i Warszawie. Była twórczynią i współredaktorką serii Transgresje – siedem tomów antologii polskich i zagranicznych prac naukowych, tekstów literackich i zapisów dyskusji prowadzonych na gdańskich seminariach wyszło w latach 1981–1988. W 1981 podjęła wykłady na Uniwersytecie Warszawskim. W 1982 w ramach represji politycznych została zwolniona z Uniwersytetu Gdańskiego. Ponownie zatrudniono ją tam w roku akademickim 1983/1984. Seminaria w Gdańsku prowadziła do roku akademickiego 1989/1990, od tego czasu zajęcia prowadziła tylko w Warszawie w ramach Studium Doktoranckiego IBL i umowy z Uniwersytetem Warszawskim. Tuż przed przełomem 1989 związała się z nieformalnym stowarzyszeniem opozycyjnym „Reforma i Demokracja”.

### Od lat 90.
W latach 90. została członkinią Stowarzyszenia na Rzecz Humanizmu i Etyki Niezależnej, należała też przez pewien czas do Solidarności Pracy i Unii Pracy. W 1989 uzyskała członkostwo w Stowarzyszeniu Pisarzy Polskich, a w 1991 w Polskim PEN Clubie. W 1994 otrzymała tytuł doktora honoris causa Uniwersytetu Gdańskiego. W latach 1997–2004 uczestniczyła w pracach jury Nagrody Literackiej Nike, w latach 2000–2004 była jego przewodniczącą. Od 1992 do 2010 kontynuowała otwarte dla wszystkich seminaria, tym razem pod auspicjami Szkoły Nauk Społecznych przy Instytucie Socjologii i Filozofii PAN. Chociaż z regularnych wykładów zrezygnowała, nadal współpracowała z SNS. W 1996, na swoje 70. urodziny, otrzymała od uczniów tom Romantyzm. Janion. Fantazmaty pod redakcją Doroty Siwickiej i Marka Bieńczyka. W 2006 zarówno w Warszawie, jak i Krakowie przyjaciele oraz dawni i obecni uczniowie urządzili uroczyste obchody 80. urodzin Marii Janion. Z ofiarowanych jej z tej okazji tekstów powstała Księga Janion (Gdańsk, 2007) w opracowaniu Zbigniewa Majchrowskiego i Stanisława Rośka, zawierająca także szczegółową bibliografię jej prac przygotowaną przez Alicję Szałagan, listę doktoratów i prac magisterskich, których była promotorką, „Drzewo Janion”, wkładkę z rysunkiem pokazującym wszystkich uczniów oraz uczniów tychże, a także tekst wygłoszony przez Jerzego Pilcha w trakcie obchodów jubileuszu zorganizowanych w Warszawie w siedzibie „Gazety Wyborczej”.

### Śmierć

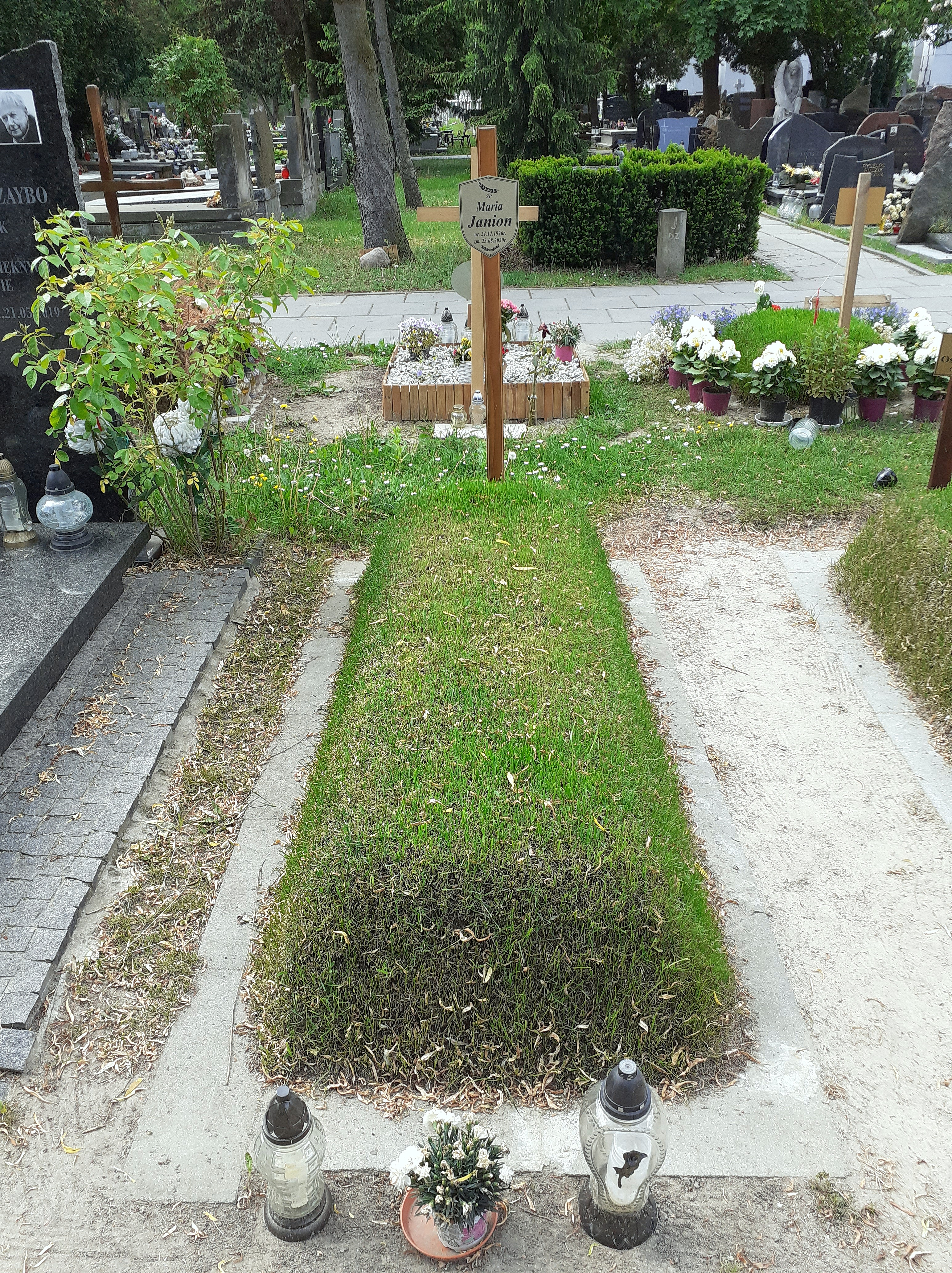
Grób Marii Janion

Zmarła 23 sierpnia 2020 w swoim mieszkaniu w Warszawie. Została pochowana w Alei Zasłużonych na Cmentarzu Wojskowym na Powązkach (kw. FV-tuje-15).

## Członkostwo w organizacjach i instytucjach naukowych
Uzyskała członkostwo w Polskiej Akademii Nauk (członkini korespondentka od 1991, członkini rzeczywista od 1998), Polskiej Akademii Umiejętności (członkini krajowa czynna od 1990), Towarzystwie Naukowym Warszawskim (członkini zwyczajna) i Towarzystwie Literackim im. Adama Mickiewicza. Pracowała w Komitecie Nauk o Literaturze PAN oraz w Komitecie „Polska w Zjednoczonej Europie”.

## Główne kierunki badań
Była autorką kilkudziesięciu książek i kilkuset studiów, artykułów, szkiców i recenzji. Równolegle do pracy badawczej rozwijała się jej działalność edytorska (wydania poezji krajowej, Nie-Boska komedia dla Biblioteki Narodowej) oraz redakcyjna – poza licznymi osobnymi pozycjami, jak książki o Grassie czy mistycznym Słowackim, redagowała całe serie wydawnicze: m.in. „Transgresje” i „Obraz Literatury Polskiej”, a od 1978 wielotomową, po dziś dzień ukazującą się „Bibliotekę romantyczną”. W latach 1968–1978 pełniła funkcję redaktor naczelnej komitetu redakcyjnego serii IBL Historia i Teoria Literatury. Studia, potem była członkinią komitetu. Była także inicjatorką i organizatorką wielu innych przedsięwzięć naukowych (konferencje, sympozja, spotkania).
Jej zainteresowania naukowe obejmowały nie tylko historię literatury polskiej i obcej ostatnich dwóch stuleci, lecz także dzieje idei, stylów zachowania i postaw społecznych, przemiany wyobraźni symbolicznej, form i kategorii estetycznych, jak również metodologię badań literackich. Szczególne miejsce zajmuje w nich romantyzm.

### Romantyzm według Marii Janion
Romantyzm zrodził się w momencie nowożytnego odkrycia „ja”, stał się na początku głównie indywidualizmem, zgłębiającym doświadczenie konkretnej egzystencji oraz tajemnicę osoby. Romantyczna wyobraźnia objawiła nową rzeczywistość: wewnętrzny świat snów i fantazmatów. Dokonała tym samym odkrycia „człowieka podświadomego”, wypowiadającego wiele z tego, co do tej pory było skrywane i tajone, chociaż istniały również i w jej obrębie sfery stłumienia i wyparcia. Wyzwolenie stało się możliwe dzięki zerwaniu z klasycyzmem i jego dogmatycznym, jednostronnym i krępującym wyobraźnię pojmowaniem tradycji. Romantyczne rozumienie tradycji: wielostronne i pluralistyczne stało się podstawą nowego paradygmatu kultury.
W swoich pracach szczegółowo opisywała różnorodne aspekty tego nowego paradygmatu: nowy typ bohatera, drastyczne naruszenie tabu śmierci, zabieg rewindykacji tego, co ukryte, zapomniane i nieuznawane, a co prowadziło do nobilitacji kultur nieoficjalnych, alternatywnych (ludowej przede wszystkim, a następnie pogańskiej, słowiańskiej, północnej i orientalnej), koncepcję natury jako wzoru, modelu egzystencji, w której w sposób nieuchronny tworzenie utożsamia się z niszczeniem, a nawet samozniszczeniem, a życie ze śmiercią, rozumienie historii jako teofanii, dramatyczną filozofię egzystencji rozpiętą między zbawieniem i nicością, niewyrażane wcześniej, wypierane doświadczenia egzystencjalne (dziecka, szaleńca, kobiety...). Wiele uwagi badaczka poświęciła także nowym formom i stylom romantycznego pisania. Analizowała tajemnicę romantycznej formy (tzw. formy otwartej, poetyki fragmentu) i romantycznych kategorii estetycznych (studia o tragizmie, ironii, grotesce, frenezji, gotycyzmie, wzniosłości). Podkreślała, że z biegiem czasu coraz większe znaczenie w romantyzmie zyskiwało odczucie absurdalności i groteskowości istnienia, wyrażane poprzez ironię i melancholię.

### Specyfika polskiego romantyzmu i jego wpływ na polską kulturę
Wiele uwagi poświęciła szczególnemu charakterowi polskiego romantyzmu, a zwłaszcza temu, jak epoka ta wpłynęła na polską kulturę XIX, XX, a nawet XXI wieku. Badaczka twierdzi, że w ciągu prawie dwustu lat od epoki porozbiorowej poczynając, a na stanie wojennym i okresie po nim kończąc, w Polsce przeważał dość jednolity styl kultury, który nazwała romantyczno-symbolicznym. Romantyczny indywidualizm, radykalny bunt jednostki przeciw rzeczywistości, szaleństwo wyobraźni, rebelia śmierci czy w końcu dylematy moralne o wielkim dla społeczności polskiej znaczeniu (jak np. problem konfliktu etosu spiskowego i rycersko-chrześcijańskiego w Konradzie Wallenrodzie) w procesie recepcji zostały przez polskich czytelników poddane politycznej redukcji i daleko idącym uproszczeniom. Proces ten wsparła epigońska, naśladowcza literatura krajowa okresu międzypowstaniowego. Wielki romantyzm w Polsce stopniowo przekształcił się w kanon, albo raczej w dwa kanony: tyrtejski i mesjanistyczno-martyrologiczny. Stało się tak dlatego, że w pewnym momencie skoncentrował się przede wszystkim na budowaniu poczucia tożsamości narodowej i obronie jej symboli. Nabrał tym samym charakteru charyzmatu narodowego, organizując się wokół wartości duchowych zbiorowości, takich jak ojczyzna, niepodległość, wolność narodu, solidarność narodów. Dominującą rolę odgrywała tutaj literatura.
Jej fascynacja romantyzmem zaczęła się od badań nad XIX-wieczną poezją krajową w okresie międzypowstaniowym. Owocem poszukiwań była pierwsza książka: monografia Lucjan Siemieński, poeta romantyczny, a także mniejsze zarysy monograficzne – między innymi Ryszarda Berwińskiego, Edmunda Wasilewskiego, Wincentego Pola oraz Antologia romantycznej poezji krajowej 1831–1863, przygotowana razem z Marią Grabowską. Portrety wybranych poetów krajowych (Ehrenberga, Siemieńskiego, Wasilewskiego) opublikowała w poszczególnych tomach serii Obrazy Literatury Polskiej.

#### Paradygmat romantyczny w Polsce w XX wieku
Według Marii Janion romantyzm w Polsce nie skończył się, jak w większości krajów europejskich, wraz z XIX wiekiem. Jego panowanie rozciągnęło się jeszcze na cały wiek XX i miało w nim trzy kulminacje. Pierwszym był początek XX wieku – chodzi o okres poprzedzający I wojnę światową i samą wojnę, kiedy to obudziły się dążenia niepodległościowe, a szczególną rolę odegrała, inspirowana romantycznymi lekturami, działalność Piłsudskiego. Druga kulminacja przypada na okres II wojny światowej. To wtedy nastąpił niebywały wprost rozkwit stereotypów romantycznych, wynikający nie tylko z kolejnego dziejowego nieszczęścia, ale i z romantycznej edukacji, jaką w szkołach okresu międzywojennego odebrało pokolenie dorastające w latach 1939–1945. Trzecia kulminacja, trzeci wielki powrót romantycznych stereotypów i klisz nastąpił w okresie pojawienia się „Solidarności” i jej etosu, który uzyskał powszechne uznanie. Odwoływał się on do silnie zakorzenionego w polskiej świadomości zespołu wartości heroiczno-romantycznych, posługiwał się wzorcem szlachetnego polskiego idealizmu, poświęcającego wszystko dla walki o wolność. Solidarność przejęła i po swojemu rozbudowała romantyczną kulturę emocjonalną, jej patetyczny patriotyzm. Stan wojenny dodatkowo to wszystko pogłębił. W swoim słynnym przemówieniu wygłoszonym podczas przerwanego wprowadzeniem stanu wojennego Kongresu Kultury Polskiej Maria Janion postulowała, by ten wielki emocjonalny zryw przekształcić w pracę intelektualną. W filmie Agnieszki Arnold Kongres niedokończony, nakręconym z okazji Kongresu Kultury w Krakowie w 2009, badaczka stwierdza, że ten wielki ruch intelektualny, o którym marzyła, jeszcze się nie narodził.
W początkach lat 90. ogłosiła, że w demokratycznym, pluralistycznym światopoglądowo społeczeństwie polskim, które powstanie wskutek transformacji, nieuchronnie nastąpi zmierzch opisywanego wyżej paradygmatu romantycznego. Uznała, że jednolita kultura, pełniąca dotychczas przede wszystkim funkcje kompensacyjne i terapeutyczne, nie może działać w społeczeństwie, które ma stać się demokratyczne, to znaczy wielokształtne i zdecentralizowane, objawiające bardzo różnorodne potrzeby kulturalne. Była przekonana, że w tej nowej rzeczywistości znajdzie się miejsce na dziedzictwo romantyzmu, lecz na nowo odczytanego. Chodziłoby o zawartą w nim wielką filozofię egzystencji, dramatyczne dylematy wolności jednostki i wynikające z nich tragiczno-ironiczne napięcia. Jednak po dwudziestu latach nowej polskiej niepodległości badaczka ciągle obserwuje trwałość romantycznych stereotypów, zwłaszcza mesjanistycznych, które stara się krytycznie rozpatrywać.
Badając przez wiele dziesiątków lat „życie pośmiertne” polskiego romantyzmu, pokazywała także uwikłanie w romantyzm takich polskich twórców współczesnych, jak Swinarski, Hanuszkiewicz, Wajda, Tadeusz Konwicki, Iwaszkiewicz, Rymkiewicz, Broniewski, Kuncewiczowa (Odnawianie znaczeń, Projekt krytyki fantazmatycznej, Płacz generała), interesowała się wewnątrzromantycznymi polemikami oraz dramatycznymi często losami krytyków romantycznego stylu myślenia i pisania (Brzozowski, Miłosz, Gombrowicz, Białoszewski).
Badaniom nad romantyzmem jako nowym paradygmatem kultury oraz nad szczególnym charakterem polskiego romantyzmu Maria Janion poświęciła następujące książki: Romantyzm. Studia o ideach i stylu, Gorączka romantyczna, Odnawianie znaczeń, Czas formy otwartej, Wobec zła, Życie pośmiertne Konrada Wallenroda, Projekt krytyki fantazmatycznej. Szkice o egzystencjach ludzi i duchów oraz napisane razem z Marią Żmigrodzką: Romantyzm i historia i Romantyzm i egzystencja. Fragmenty niedokończonego dzieła.

#### Rola twórczości epigońskiej
Problem romantyzmu krajowego długo pozostał jednym z głównych wątków badań Marii Janion, a następne książki zawierały kolejne rozprawy jemu poświęcone. Badaczka przypominała poetów krajowych nie tylko ze względu na wartość literacką twórczości niektórych (np. Teofila Lenartowicza), lecz także w przekonaniu, że – choć wielcy poeci emigracyjni stworzyli polski romantyzm – to poeci krajowi właśnie, wskutek upraszczającego, ujednoznaczniającego i epigońskiego często naśladownictwa przekształcili go w kanon. Bez wzięcia pod uwagę tego szczególnego zapośredniczenia nie da się zrozumieć nowożytnej polskiej kultury, polskiego życia duchowego i stylu polskiego patriotyzmu. Z literaturą krajową nieuchronnie łączy się problem epigonizmu. Był on – paradoksalnie – konsekwencją wyjściowych założeń literatury romantycznej. W romantyzmie dominowała koncepcja poezji jako ekspresji uczuć, co sprzyjało demokratyzacji literatury. Miało to również i swoje złe strony. Zalew poezji przyniósł znaczne obniżenie jej poziomu intelektualnego i literackiego. Poezja epigonów najczęściej składała się z samych prawie sztamp, klisz i stereotypów. Utworzyła się gigantyczna powielarnia tekstów wielkich romantyków, zwłaszcza Mickiewicza. W Polsce epigonizm romantyczny wystąpił przede wszystkim jako emocjonalizm. Wytworzył się wręcz osobliwy terroryzm zacnej uczuciowości polskiej. Poezja romantyczna została utożsamiona z religią uczuć patriotycznych: nie czujesz tak samo, nie jesteś Polakiem. Potwierdzeniem tych intuicji badawczych stał się fakt, że opracowana i poprzedzona przez Marię Janion wstępem obszerna antologia Reduta. Romantyczna poezja niepodległościowa (Wydawnictwo Literackie, Kraków 1979, seria „Biblioteka Romantyczna”) stała się podręcznym zbiorem poezji patriotycznej śpiewanej w okresie „Solidarności” i stanie wojennym. Okres pierwszej „Solidarności” przywrócił bowiem wszystkie romantyczne wzorce przeżywania narodowych dramatów. Dlatego też będąca podsumowaniem wieloletnich badań nad poezją krajową rozprawa Marii Janion Poezja w kraju. Próba syntezy, stanowiąca zarazem wprowadzenie do historii nowożytnej polskiej kultury narodowej, zawarta została jako wstęp w książce Obraz literatury polskiej XIX i XX wieku i została w 1994 wznowiona jako osobna książka pod tytułem Purpurowy płaszcz Mickiewicza.

### Badania nad twórczością romantycznych wieszczów
Równolegle rozwijała swoje zainteresowania twórczością wielkich polskich poetów romantycznych. Rozpoczęła od badań nad Zygmuntem Krasińskim i wydała m.in. monografię Zygmunt Krasiński, debiut i dojrzałość. Do dzieła autora Nie-Boskiej komedii wracała wielokrotnie, analizując jego historiozofię, koncepcję tragizmu, fantazmatyczność i alinearność formy jego dramatów, katastrofizm i wizję rewolucji oraz przypominając mniej znane utwory. Odrębne studia poświęciła twórczości epistolarnej Krasińskiego rozumianej jako szczególny dokument jego wyobraźni i doświadczeń egzystencjalnych. W książce Niesamowita Słowiańszczyzna z kolei analizowała młodzieńczą powiastkę Krasińskiego Mściwy karzeł i Masław, pokazując charakter gotycyzmu i frenezji poety oraz jego sposób rozumienia mitu słowiańskiego, akcentującego krwawy i dziki charakter czasów przedchrześcijańskich. W szczególny sposób Janion wróciła do Krasińskiego w książce Bohater, spisek, śmierć, w której dwa studia poświęciła analizie Nie-Boskiej komedii jako „mitu założycielskiego polskiego antysemityzmu”.
Adama Mickiewicza początkowo analizowała z punktu widzenia jego wpływu na romantyzm krajowy oraz jako twórcę jednej z najpotężniejszych figur literackich i kulturowych, a mianowicie Konrada Wallenroda. Wielokrotnie zastanawiała się nad istotą tragizmu tej postaci oraz jej wpływem na polską wyobraźnię. W książce Życie pośmiertne Konrada Wallenroda (1990) badała zarówno jego „biografię symboliczną”, jak i mit, wokół którego osnuwały się losy wielu polskich spiskowców XIX i XX wieku. Osobne rozprawy poświęciła Grażynie (Kobieta-rycerz w książce Kobiety i duch inności); Mickiewiczowskiej koncepcji Dziadów fundującej antropologię autora Pana Tadeusza (Romantyzm polski wśród romantyzmów europejskich w książce Gorączka romantyczna). Z czasem coraz bardziej pochłaniała ją problematyka jego religijności, ze szczególnym uwzględnieniem stosunku Mickiewicza do Żydów i judaizmu (dwie drukowane wcześniej rozprawy Legion żydowski Mickiewicza oraz Tematy żydowskie u Mickiewicza weszły do książki Do Europy tak, ale z naszymi umarłymi). Wielokrotnie wracała także do jego sposobu rozumienia mitu wampirycznego i koncepcji słowiańszczyzny (Wampir, Niesamowita Słowiańszczyzna). Osobne studium poświęciła motywowi „śmierci nieoswojonej” w twórczości Mickiewicza, na przykładzie przede wszystkim mało znanego utworu Popas w Upicie z 1825.
Juliusz Słowacki z kolei interesował badaczkę przede wszystkim jako autor niezwykłej historiozofii, zwłaszcza w okresie mistycznym (Romantyczna wizja rewolucji, w: Gorączka romantyczna), jako twórca nowego języka polskiej poezji oraz fragmentarycznej poetyki (Tak będzie pisała kiedyś Polska). Konieczność zrewidowania dotychczasowych interpretacji mistycznego dzieła Słowackiego doprowadziła w 1979 do zorganizowania sympozjum, do którego Maria Janion przygotowała zestaw problemów wymagających dyskusji. Wspólnie z profesor Marią Żmigrodzką zredagowała następnie książkę, będącą owocem tej sesji i otwierającą, jak stwierdzili badacze i czytelnicy, nowy etap badań nad twórczością autora Króla Ducha.

### Literatura a problemy egzystencji
Poszukiwania Marii Janion przekroczyły jednak w pewnym momencie zbiorowy, patriotyczny i historiozoficzny wymiar romantyzmu i polskiej literatury (choć nigdy go nie zarzucają), przechodząc na stronę indywidualnych znaków egzystencji jako najwyższej wartości, a zarazem przestrzeni kreacji nowożytnego Ja. Momentem przełomowym stało się wypracowanie na przełomie lat 70. i 80. kategorii transgresji, co skierowało uwagę badaczki na graniczne doświadczenia egzystencjalne (obłęd, samotność, okrucieństwo, erotyzm). Postanowiła zatem odnaleźć w polskiej literaturze temat zła, szaleństwa, śmierci (Wobec zła) czy omówić różne aspekty polskiej religijności romantycznej (Bóg romantyków, mistycyzm Mickiewicza i Słowackiego, religijne eksperymenty egzystencjalne jak Koło Sprawy Bożej). Wiązało się to z pasjonującą ją zawsze tematyką wyobraźni, decydującej o duchowym życiu jednostki. Wspomniane już Życie pośmiertne Konrada Wallenroda oraz Projekt krytyki fantazmatycznej na różne sposoby kontynuowały opisywanie „egzystencji ludzi i duchów”, świata snu, nieświadomości i twórczości. Należy wspomnieć także o stworzonej przez Janion wielotomowej serii „Transgresje” (1981–1988), będącej owocem prowadzonego przeze nią przez wiele lat seminarium. Były to wydawane wespół z grupą studentów i studentek z Uniwersytetu Gdańskiego antologie tekstów literackich i eseistycznych światowej humanistyki, niekiedy w autorskich przekładach. „Transgresje” zapoznawały czytelnika ze słabo wówczas znanymi w Polsce autorami, jak choćby Laing, Sontag, Bataille, Klossowski, Genet, Foucault i in. Zamieszczone tam zostały także teksty wykładów Janion oraz wypowiedzi i rozprawy uczestników spotkań. Tytuły poszczególnych tomów układają się w zestaw najważniejszych tematów nowożytnej antropologii: „Galernicy wrażliwości”, „Osoby”, „Maski”, „Odmieńcy”, „Dzieci”.
Zderzenie projektów kultury zbiorowej i indywidualnej zostaje przez Janion ponownie zinterpretowane w latach 90., m.in. poprzez odwołanie się do Goetheańskiej zasady Bildung, kładącej nacisk na kształcenie i samokształcenie, na podmiotowość jednostki w obcowaniu z kulturą. Książka Czy będziesz wiedział, co przeżyłeś? szuka sposobów na ocalenie integralności duchowej człowieka w sytuacji nasilenia konsumeryzmu i tego, co określa się mianem kryzysu wartości. Napisana z Marią Żmigrodzką Odyseja wychowania poświęcona jest właśnie Goetheańskiej koncepcji człowieka.
Według Marii Janion Polacy muszą obecnie w szczególny sposób wnikać w historię, ponieważ do Europy mogą wejść „tylko ze [swoimi] umarłymi”. Stąd powrót do pytań o stosunek Polaków do wojny, o rozdroża polskiego patriotyzmu i losu w zbiorze studiów Płacz Generała. Eseje o wojnie oraz tytuł książki Do Europy tak, ale razem z naszymi umarłymi, zawierającej między innymi grupę tekstów poświęconych problematyce żydowskiej i judaistycznej w kulturze i literaturze polskiej (wspomniane już rozprawy o Mickiewiczu, studia o Niemcewiczu i Pigoniu, Spór o antysemityzm).
Wymienione wyżej teksty są także przejawem wieloletnich zainteresowań Marii Janion figurami Innego w kulturze nowożytnej, takimi jak szaleniec, dziecko, Żyd czy wreszcie – kobieta. Książka Kobiety i duch inności, czerpiąc z dorobku światowej krytyki feministycznej, badała poszczególne motywy (kobiety-rewolucji; kobiety-rycerza); analizowała ciekawe z tego punktu widzenia powieści (Kraszewski, Grass) i próbowała opisać fenomeny biografii i twórczości kobiet-autorek (Komornicka, Filipiak). Genderowa, feministyczna perspektywa stała się częścią instrumentarium badawczego Janion. Wykorzystała ją chociażby w studium o Magdalenie Tulli (W śmierci, w: Żyjąc tracimy życie).

### Inne nurty badań
Bohaterami studiów Janion nie są tylko polscy pisarze ostatnich dwóch stuleci. Osobne rozprawy poświęciła m.in. twórczości Rousseau, Chateaubrianda, Goethego, Flauberta, wielokrotnie wracała do Grassa (zamieściła swoje teksty w dwóch tomach studiów poświęconych Grassowi: Polskie pytania o Grassa, 1988; Günter Grass i polski Pan Kichot, 1999).

### Refleksja metodologiczna
Olbrzymie znaczenie dla pracy badawczej Marii Janion miała refleksja metodologiczna: analizowała ujęcia socjo-genetyczne, strukturalizm, hermeneutykę, krytykę tematyczną, krytykę feministyczną czy wreszcie postmodernizm (książki i rozprawy z lat 80. i 90.). Uwzględniała te dziedziny wiedzy, które stanowić mogły nowy kontekst interpretacyjny (filozofia, socjologia, psychologia, w szczególności psychoanaliza i antypsychiatria, antropologia i in.). Dzięki temu możliwe stało się opracowanie i wykorzystanie w procesie interpretacji takich kategorii, jak: transgresja, fantazmat, życie emblematyczne czy biografia symboliczna. W szczególny sposób rozwijała historię literatury jako historię idei i współtworzyła – z takimi filozofami jak Bronisław Baczko, Leszek Kołakowski czy Andrzej Walicki – warszawską szkołę historii idei (jest także autorką jej nazwy). Czytać, to znaczy czytać jeszcze raz – słowa Georges’a Pouleta w rozumieniu Rolanda Barthes’a stanowiły motto zarówno pracy naukowej, jak i dydaktycznej Marii Janion.

## Życie prywatne
Była ateistką.
W książce Janion. Transe – traumy – transgresje. 1: Niedobre dziecię (2013), będącej zapisem wywiadu-rzeki, jakiego udzieliła Kazimierze Szczuce, Janion ujawniła, że jest lesbijką.

## Książki autorstwa Marii Janion
- Lucjan Siemieński, poeta romantyczny, PIW, Warszawa 1955.
- Zygmunt Krasiński, debiut i dojrzałość, Wiedza Powszechna, Warszawa 1962.
- Romantyzm. Studia o ideach i stylu, PIW, Warszawa 1969.
- Romantyzm, rewolucja, marksizm. Colloquia gdańskie, Wydawnictwo Morskie, Gdańsk 1972.
- Humanistyka: Poznanie i terapia, PIW, Warszawa 1974, wznowienie: 1982.
- Gorączka romantyczna, PIW, Warszawa 1975, wznowienie: słowo/obraz terytoria, Gdańsk 2007.
- Odnawianie znaczeń, Wydawnictwo Literackie, Kraków 1980.
- Czas formy otwartej, PIW, Warszawa 1984.
- Wobec zła, Verba, Chotomów 1989.
- Życie pośmiertne Konrada Wallenroda, PIW, Warszawa 1990.
- Projekt krytyki fantazmatycznej. Szkice o egzystencjach ludzi i duchów, PEN, Warszawa 1991.
- Kuźnia natury, Gdańsk 1994.
- Kobiety i duch inności, Sic!, Warszawa 1996.
- „Czy będziesz wiedział, co przeżyłeś”, Sic!, Warszawa 1996.
- Płacz generała. Eseje o wojnie, Sic!, Warszawa 1998.
- Do Europy tak, ale razem z naszymi umarłymi, Sic!, Warszawa 2000.
- Purpurowy płaszcz Mickiewicza. Studium z historii poezji i mentalności, słowo/obraz terytoria, słowo/obraz terytoria, Gdańsk 2001.
- Żyjąc tracimy życie: niepokojące tematy egzystencji, W.A.B., Warszawa 2001.
- Wampir: biografia symboliczna, słowo/obraz terytoria, Gdańsk 2002.
- Prace wybrane, t. 1–5, pod red. Małgorzaty Czermińskiej, Universitas, Kraków 2000–2002:
  - t. 1 Gorączka romantyczna, 2000;
  - t. 2 Tragizm, historia, prywatność, 2000;
  - t. 3 Zło i fantazmaty, 2001;
  - t. 4 Romantyzm i jego media, 2001;
  - t. 5 Biografie romantyczne, 2002.
- Niesamowita Słowiańszczyzna: fantazmaty literatury, WL, Kraków 2006.
- Bohater, spisek, śmierć: wykłady żydowskie, W.A.B., 2009 (Hero, Conspiracy, and Death: The Jewish Lectures, translated by Alex Shannon, 2014).

Z Marią Żmigrodzką:
- Romantyzm i historia, PIW, Warszawa 1978, wznowienie: słowo/obraz terytoria, Gdańsk 2001.
- Odyseja wychowania. Goetheańska wizja człowieka w „Latach nauki i latach wędrówki Wilhelma Meistra”, Aureus, Kraków 1998.
- Romantyzm i egzystencja. Fragmenty niedokończonego dzieła, słowo/obraz terytoria, Gdańsk 2004.

Z Ryszardem Przybylskim:
- Sprawa Stawrogina, posł. T. Komendant, Sic!, Warszawa 1996.

## Tłumaczenia w innych językach
po francusku:
- « La guerre et la forme: essai sur la littérature polonaise », w Cultures, z. II, nr 4 (1975), « Tendances culturelles II », s. 109–125.
- « Histoire de la littérature et histoire des idées: proposition d’une nouvelle problématisation », w Literary Studies in Poland (1978), t. 1, s. 87–104.
- « Le romantisme polonais parmi les romantismes européens », w Literary Studies in Poland (1980), t. 5, s. 7–36.
- « „L’Art c’est l’homme qui s’organise”: le bouillant creuset de l’histoire privée », w Literary Studies in Poland (1983), t. 10, s. 35–77.
- « Pour une critique fantasmatique », w Literary Studies in Poland (1987), t. 18, s. 41–67.
- « Pourquoi la révolution est-elle une femme? », w Revue européenne des sciences sociales (1989), t. 27, nr 85, « Lumières, utopies, révolutions: Espérance de la Démocratie », s. 165–177.
- « L’apocalypse laïque », w Lettre internationale (1989), nr 21, s. 29–32 [współautorstwo z Remigiusz Forycki].
- « La mort, témoin romantique le l’existence », w Literary Studies in Poland (1992), t. 25, s. 45–62.
- « Le fantasme de la tête coupée », w Romanica Wratislaviensia (1992), t. XXXV, « La Révolution française et ses fantasmes dans la littérature », s. 75–88 [współautorstwo z Remigiusz Forycki].

po angielsku:
- « Skald as a Romantic Poet », w Polish-Swedish literary contacts: a symposium in Warsaw. September 22–26, 1986, Sztokholm, Szwecja, Kungl. Vitterhets, 1988, s. 1–10.
- « Romanticism and the Beginning of the Modern World », w Dialogue and Universalism (2000), nr 10, s. 45–67.
- The Jewish Colonel. A Romantic and Non-Romantic Biography, Kraków, Fundacja Judaica (2007 Aleksander and Alicja Hertz Annual Memorial Lecture, no. 9), 2008, 168 s.
- « Farewell to Poland? The uprising of a nation », w Baltic Worlds (2011), nr 4, s. 4–13 [online: balticworlds.com/the-uprising-of-a-nation].
- Hero, conspiracy, and death: the Jewish lectures, Frankfurt am Main, New York, PL Academic Research (Cross-roads. Polish studies in culture, literary theory, and history ; volume 3), 2014, 248 s.

po czesku:
- Znepokojivé slovanství. Fantazmata literatury, Přibyslav, Herrmann a synové, 2022, 264 s.[33]

## Nagrody i odznaczenia
- 1962 – Nagroda im. A. Brücknera przyznana za przez Wydział I Nauk Społecznych PAN za książkę Zygmunt Krasiński, debiut i dojrzałość
- 1972 – Nagroda Życia Literackiego w dziedzinie eseistyki za książkę Romantyzm, rewolucja, marksizm
- 1977 – Nagroda Sekretarza Naukowego PAN za książkę Gorączka romantyczna
- 1979 – Nagroda Sekretarza Naukowego PAN za książkę Romantyzm i historia, napisaną z M. Żmigrodzką
- 1980 – Nagroda Fundacji Jurzykowskiego w Nowym Jorku
- 1991 – Nagroda Literatury w dziedzinie eseistyki za książkę Życie pośmiertne Konrada Wallenroda
- 1999 – Nagroda Wielkiej Fundacji Kultury za rok 1998
- 2001 – Nagroda im. Kazimierza Wyki[34]
- 2005 – Nagroda Amicus Hominis et Veritatis Wyższej Szkoły Nauk Humanistycznych i Dziennikarstwa w Poznaniu
- 2007 – Złoty Medal „Zasłużony Kulturze Gloria Artis”[35]
- 2007 – Paszport „Polityki” dla kreatora kultury, nagroda specjalna;
- 2007 – Finał Nagrody Literackiej Nike za książkę Niesamowita Słowiańszczyzna[36]
- 2008 – Nagroda Miasta Gdańska w Dziedzinie Kultury „Splendor Gedanensis” (za 2007)[37]
- 2009 – Doroczna Nagroda Ministra Kultury i Dziedzictwa Narodowego[38]
- 2009 – Nagroda „Hiacynt” przyznawana przez Fundację Równości
- 2010 – Nagroda Specjalna Kongresu Kobiet
- 2012 – Narodowy Order Zasługi (Francja)[39]
- 2018 – Nagroda Polskiego PEN Clubu im. Jana Parandowskiego[40]

## Filmy dokumentalne o Marii Janion
- Bunt Janion, reż. Agnieszka Arnold, 2005
- Obłoki Marii Janion, reż. Krzysztof Bukowski, 1993 (scenariusz: Krzysztof Rutkowski, 41 min)
- Nowy kontrakt wyobraźni, reż. Agnieszka Zawadowska, 2000